# Interior New York Subway, 14th Street to 42nd Street
Interior New York Subway, 14th Street to 42nd Street, známý také pod názvem New York Subway, je americký němý film z roku 1905. Režisérem je G. W. Bitzer (1872–1944). Film trvá zhruba 6 minut.
Natáčení probíhalo na Manhattanu. Film měl premiéru 5. června 1905. Film je volným dílem.

## Děj
Film zachycuje cestu newyorským metrem.